# نشاسته
نشاسته پودری سفید، نرم و بی‌مزه است که توسط اکثر گیاهان سبز تولید می‌شود و از نظر شیمیایی ترکیب آلی پیچیده‌ای از کربوهیدرات‌های نامحلول در آب سرد، الکل یا سایر حلال‌ها است. این ماده به‌طور گسترده در خوراک انسان، دیگر جانوران و در صنعت کاربرد دارد. از لحاظ زیست‌شیمی نشاسته یک پلی‌ساکارید متشکل از دو نوع بسپار کربوهیدرات به نام آمیلوز و آمیلوپکتین (چندقندی‌ها) است. مونومرهای این پلی‌ساکارید واحدهای گلوکز هستند که با تشکیل پیوندهای آلفا ۱ و ۴ بهم اتصال می‌یابند. ساده‌ترین نشاسته آمیلوز، پلیمر خطی است.

## انواع نشاسته
نشاسته پر مصرف‌ترین افزودنی‌ها در محصولات مختلف می‌باشد. این ماده در واقع پلیمری از مولکول‌های گلوکز است که بر اساس منبع تولید آن (ذرت، گندم، سیب زمینی، برنج و ریشه گیاه مانیوک یا کاساوا) انواع مختلف نشاسته را به‌وجود می‌آورد. انواع نشاسته عبارتند از:
- نشاسته ذرت
- نشاسته گندم (نشاسته گل)
- نشاسته سیب‌زمینی
- نشاسته برنج
- نشاسته تاپیوکا

## نشاسته گندم
«نشاسته گل» یا نشاسته گندم حاصل فرایند کارخانه ای نشاسته‌گیری از گندم است که به صورت پودر یا خرده نشاسته به فروش می‌رسد. این نوع نشاسته برای پخت و ایجاد حالت ژلاتینه و قوام دهی و بیشتر در دسرهای خاورمیانه ای مورد استفاده قرار می‌گیرد. نشاسته گندم معمولاً به دو شکل نشاسته پودر شده و نشاسته گل وجود دارد و در شیرینی پزی کاربرد فراوانی دارد. نوع خالص و پودر شده آن، پودری سفید، بی‌بو و بدون مزه می‌باشد، نامحلول در آب سرد و برای ایجاد غلظت و سفت شدن مواد خوراکی مثل انواع دسرها، کاستارد یا فرنی، سس‌ها و غذاهای فوری به کار می‌رود اما در مقابل، نشاسته گل قابل حل شدن در آب گرم بوده و پس از جذب آب، حجم آن دو برابر می‌شود. از نشاسته گل به منظور پف کردن خمیر نان و شیرینی و پوک کردن آن‌ها استفاده می‌شود.

### تعریف و ویژگی‌های کلی
نشاسته گندم که در برخی منابع با نام «نشاسته گل» نیز شناخته می‌شود، محصول فرآوری صنعتی دانه‌های گندم است. این ماده به صورت پودری سفید رنگ، بی‌بو و بدون طعم مشخص تولید می‌شود که از نظر ظاهری شباهت زیادی به آرد گندم دارد، اما از نظر ترکیبات شیمیایی کاملاً متفاوت است. نشاسته گندم در واقع بخش ذخیره‌ای انرژی دانه گندم محسوب می‌شود که طی فرآیندهای مکانیکی و شیمیایی از سایر اجزای دانه جدا می‌شود.
ویژگی‌های فیزیکی و شیمیایی نشاسته گندم آن را به ماده‌ای منحصر به فرد در صنایع غذایی تبدیل کرده است. این ماده در آب سرد نامحلول است اما در مجاورت با آب گرم یا در حین پخت، رفتارهای مختلفی از خود نشان می‌دهد. دمای ژلاتینه‌شدن نشاسته گندم معمولاً بین ۵۸ تا ۶۴ درجه سانتیگراد متغیر است که این ویژگی به میزان رطوبت و pH محیط بستگی دارد.

### انواع نشاسته گندم
در صنعت غذایی، نشاسته گندم عمدتاً به دو شکل اصلی تولید و عرضه می‌شود:
۱.نشاسته پودر شده: این نوع که به صورت پودر نرم و یکدست تولید می‌شود، بیشتر برای ایجاد غلظت در سس‌ها، سوپ‌ها و دسرها استفاده می‌شود. این شکل از نشاسته معمولاً نیاز به پخت دارد تا خاصیت غلظت‌دهی خود را نشان دهد.
۲.نشاسته گل: این نوع که به صورت دانه‌های ریز تولید می‌شود، قابلیت انحلال و تورم سریع‌تری در آب گرم دارد. از این خاصیت در تولید نان‌ها و شیرینی‌های پف‌دار استفاده می‌شود. نشاسته گل پس از جذب آب می‌تواند تا دو برابر حجم اولیه خود افزایش حجم پیدا کند.
| ویژگی            | نشاسته پودر شده  | نشاسته گل        |
| ---------------- | ---------------- | ---------------- |
| شکل فیزیکی       | پودر نرم         | دانه‌های ریز      |
| حلالیت در آب سرد | نامحلول          | نامحلول          |
| رفتار در آب گرم  | نیاز به پخت دارد | سریع متورم می‌شود |
| کاربرد اصلی      | غلظت دهی         | ایجاد پف و تخلخل |

### کاربردهای غذایی
نشاسته گندم به دلیل ویژگی‌های منحصر به فردش، کاربردهای گسترده‌ای در صنایع غذایی دارد. در آشپزی خاورمیانه‌ای، این ماده به عنوان یکی از اجزای اصلی در تهیه بسیاری از دسرهای سنتی مانند فرنی، حلوا و پودینگ‌ها استفاده می‌شود. خاصیت ژلاتینه‌کنندگی نشاسته گندم باعث می‌شود بافت نرم و یکدستی به دسرها بدهد.
در صنعت شیرینی‌پزی، نشاسته گل گندم نقش مهمی در تولید انواع کیک‌ها، بیسکوییت‌ها و شیرینی‌های خشک دارد. این ماده با ایجاد تخلخل و پف‌کردن خمیر، باعث سبکی و تردی محصول نهایی می‌شود. در برخی از شیرینی‌های سنتی ایرانی مانند نان نخودچی و نان برنجی، نشاسته گل یکی از مواد اصلی تشکیل‌دهنده محسوب می‌شود.
از دیگر کاربردهای مهم نشاسته گندم می‌توان به موارد زیر اشاره کرد: 

- تولید سس‌های غلیظ 

- تهیه غذاهای فوری 

- تولید پودینگ‌ها و کاستاردها 

- بهبود بافت بستنی‌ها 

- تولید نان‌های صنعتی

### فرآیند تولید
تولید نشاسته گندم فرآیندی چند مرحله‌ای است که با آسیاب کردن دانه‌های گندم آغاز می‌شود. در مرحله اول، دانه‌های گندم تمیز و ضدعفونی می‌شوند تا هرگونه ناخالصی از بین برود. سپس گندم در محیطی مرطوب خیسانده می‌شود تا نرم شود. این مرحله ممکن است تا ۴۸ ساعت طول بکشد تا دانه‌ها کاملاً نرم شوند.
پس از خیساندن، گندم نرم شده تحت عملیات آسیاب قرار می‌گیرد. در این مرحله، نشاسته از سایر اجزای دانه مانند گلوتن و سبوس جدا می‌شود. جداسازی نهایی نشاسته معمولاً با استفاده از سانتریفیوژهای صنعتی انجام می‌شود که بر اساس تفاوت چگالی اجزای مختلف کار می‌کنند.
مراحل پایانی تولید شامل خشک‌کردن نشاسته استخراج شده و آسیاب آن به ذرات ریزتر می‌باشد. بسته به نوع محصول نهایی (پودر شده یا گل)، فرآیندهای اضافی مانند گرانوله کردن یا الک کردن نیز ممکن است انجام شود. کیفیت نشاسته تولیدی به عوامل متعددی از جمله نوع گندم مصرفی، دقت در جداسازی و شرایط خشک‌کردن بستگی دارد.

### ارزش غذایی و سلامت
نشاسته گندم عمدتاً از کربوهیدرات‌های پیچیده تشکیل شده است. هر ۱۰۰ گرم نشاسته گندم خالص حاوی حدود ۳۵۰ تا ۳۷۰ کیلوکالری انرژی است که عمدتاً از طریق کربوهیدرات‌ها تأمین می‌شود. این ماده فاقد چربی و کلسترول است و پروتئین بسیار ناچیزی دارد.
از نظر شاخص گلیسمی، نشاسته گندم در دسته مواد با شاخص گلیسمی متوسط تا بالا قرار می‌گیرد. این ویژگی باعث می‌شود مصرف زیاد آن برای افراد دیابتی یا کسانی که رژیم‌های کم کربوهیدرات دارند، مناسب نباشد. با این حال، در مقایسه با سایر منابع کربوهیدرات، نشاسته گندم هضم آسان‌تری دارد و معمولاً باعث مشکلات گوارشی نمی‌شود.
مزایای سلامتی نشاسته گندم شامل:  

- تأمین انرژی پایدار  

- عدم ایجاد حساسیت در افراد مبتلا به سلیاک (در صورت جداسازی کامل از گلوتن)  

- کمک به بهبود بافت غذاهای رژیمی  

- قابلیت استفاده در محصولات بدون گلوتن (در صورت اطمینان از عدم آلودگی)